# Чудомир Начев
Чудомир Кирилов Начев е български лекар. Професор (от 1990) и академик (от 2003). Водещ специалист в областта на вътрешните болести и кардиологията.

## Биография
Роден е на 24 февруари 1936 г. в София. Завършва ВМИ – София и специализира във Великобритания, Виена, Дюселдорф и Париж. Член е на Кралския колеж на лекарите във Великобритания, както и на редица други престижни международни организации. Бивш директор е на Културния център „Витгещайн“ във Виена.
Ръководи Катедрата по пропедевтика на вътрешните болести при Медицински университет – София, след напускането на която завежда клиниката по вътрешни болести на УМБАЛ „Света Анна“. Създава 14 лекарствени препарата. Разработва основно проблеми на хипертензиологията, патобиохимията и в частност функцията на металотионеиновите белтъци, епидемиологията на сърдечносъдовите болести, неврокардиологията и др. Изключително добър лектор.
Основава Българската лига по хипертония през 1992 г. и е неин председател до 2005 г. 
Основава Българската национална академия по медицина. В качеството си на неин президент в 1992 – 2003 години създава и ръководи над 100 съботни симпозиуми, обхващащи различни области на медицината. Симпозиумите се провеждат съвместно с БАН и с Българската лига по хипертония. По този начин е една от движещите сили на продължаващото медицинско образование в България.
Академик Начев почива през 2005 г. На следната 2006 е награден посмъртно с орден „Стара планина“.

## Памет
На Чудомир Начев е наречена улица в квартал „Кръстова вада“ в София (Карта).